# Tudomány embere, Hit embere (Lost)
2005. szeptember 21-én került először adásba az amerikai ABC csatornán a sorozat 1. részeként. Damon Lindelof írta, és Jack Bender rendezte. Az epizód középpontjában Jack Shephard áll.

## Ismertető
|  | Alább a cselekmény részletei következnek! |

### Visszaemlékezések
A kórházba egy súlyosan megsérült férfit (Adam Rutherford, Shannon apja) és nőt (Sarah, Jack későbbi felesége) hoznak be, akik összeütköztek autóikkal. Jack Sarah életbentartására koncentrál. Adam Rutherford reggel 8:15-kor meghal, de Sarah életben marad. Amikor Sarah felébred, Jack elmondja neki, hogy valószínűleg soha többé nem lesz képes menni vagy egyáltalán lábra állni. Christian Shephard, Jack apja, megfeddi Jacket, amiért a teljes igazság elmondásával elvette a pácienstől a reményt.
Sarah megműtése után, Jack elmegy egy stadionba végigfutni a lépcsőkön, hogy kitisztítsa a fejét. Egy másik férfi is fut mellette, és megpróbálja leelőzni őt. A nagy rohanásban azonban megbotlik, és kibicsaklik a bokája. A férfi, Desmond, megáll és segít ellátni Jack sérülését. Elmondja, hogy egy világkörüli versenyre készül. Megkérdezi Jacktől, mi az oka a futásának, majd kikövetkezteti, hogy egy nő van a dologban. Jack azt gondolja, megszegte a Sarahnak tett ígéretét azáltal, hogy nem sikerült helyrehoznia. A férfi lelket önt Jackbe. Indulása előtt így búcsúzik el Jacktől: „találkozunk egy következő életben”.
A kórházban, Jack szomorúan közli Sarahval, hogy valószínűleg sohasem fog tudni járni. Sarah azonban örömhírt közöl vele: újra tudja mozgatni a lábujjait. A műtét tehát mégis sikeres volt.

### Valós idejű történések
Az epizód egy férfivel kezdődik, akit csipogó riasztóhang ébreszt fel. Felkel, és odamegy egy régi típusú számítógéphez, aminek monitorján egy jelzés villog, ami az adatbevitel kérését jelzi. A férfi beírja a „számokat” (4 8 15 16 23 42), majd a bevieli gomb lenyomása után a riasztóhang megszűnik. követően elkezdi szokásos napi tevékenységeit, s közben Cass Elliot Make Your Own Kind of Music című világslágerét hallgatja a lemezjátszón. Elmosoget, reggelit készít, szobabiciklizik, és bead magának egy vakcinát. Tevékenységét a helyiség hirtelen megrázkódása szakítja félbe, minek következtében a lemezjátszó tűje is leszalad a lemezről. A férfi gyorsan elrohan a fegyverraktárhoz, és magához vesz egy pisztolyt. Majd egy különös, tükrök sorozatából álló védelmi rendszerhez megy, hogy megnézze a bejárat felől érkező hang okát. Nem sejti, mi történhetett. A bejáratnál, Jack és John elégedetten tekint lefelé, miután dinamital kirobbantották a földalatti bunker lejárójának ajtaját.
Jack aggódó tekintettel nézi a lejárót, mígnem úgy határoz, hogy visszamennek a táborba, és majd másnap ereszkednek le. John nem akarja elhalsztani a feltárást. Kate észreveszi, hogy a lejáró lerobbantott lezárására belülről a QUARANTINE (KARANTÉN) szót írták. 
Shannon és Sayid az elszökött Vincentet keresik a dzsungelben. Egy tisztásnál akadnak a kutyára, de nem sikerül elfogniuk. Sayid utánered, miközben Shannon elesik. Suttogásokat hall körülötte. Hirtelen Walt jelenik meg előtte csuromvizesen. Visszafelé beszélve azt mondja neki: „ …nyomd a gombot! Ne nyomd a gombot! Rossz. ” Sayid észreveszi, hogy Shannon lemaradt, ezért visszamegy érte. Mire odaér, Walt eltűnik.
A táborba való gyaloglás közben, Hurley elmeséli Jacknek, hogyan tették tönkre az életét a számok. Jack kineveti. Nem hiszi, hogy számok képesek lennének bármire. A táborba érve, Jack egy beszéd keretében elmagyarázza a túlélőknek a helyzetet, megnyugtatva ezzel mindenkit. A beszéd után meglátja Locke-ot, amint kötéllen a vállán visszamegy a lejáróhoz. Kate sem ül túl sokáig a babérjain: követi Locke-ot. Locke leengedi őt kötélen a lejáróba. Miközben John ereszti le, fényt lát lentről, és felkiált: „Van valami idelent!”. Hirtelen fénycsóva árad ki lentről, Kate pedig eltűnik a mélységben.
Jack úgy dönt, ő is visszamegy a lejáróhoz. Kate-et és Locke-ot keresi, de már egyikük sincs odafent. Óvatosan leereszkedik. A bejáratnál megtalálja Locke cipőjét. Beljebb merészkedve lát egy teljesen telefestett falat, amin a Számok is megjelennek, beleértve az összegüket, a 108-at, ami egy kiemelkedő helyen, egy piros napra festve jelenik meg. Egy másik falnál a nyakában függő kulcs elkezd vonzódni a falhoz, jelezve jack számára, hogy egy mágnes lehet a fal túloldalán. Megtalálja a számítógépet, amikor hirtelen megszólal a lemezjátszóban korábban abbamaradt szám. Jack meg akar nyomni egy gombot a számítógép billentyűzetén, ám ekkor Locke megszólal: „Azt nem tenném.”
Jack Locke-ra szegezi pisztolyát, és azt kérdezi, hol van Kate. Locke nem válaszol. Jack észreveszi, hogy valaki pisztolyt szegez John fejének. John azt kéri Jacktől, tegye le a fegyvert. Jack nem engedelmeskedik neki, annak ellenére sem, hogy a Locke-ot túszul ejtő férfi Locke lelövésével fenyegetőzik. Jack gúnyolódik John-on egy korábbi kijelentése szerint, miszerint ez az ő végzete, és „minden út idevezet”. Végül, a férfi előrébb lép, és Jack rácsodálkozik, amikor meglátja őt. „Te?” – kérdezi döbbenten, miután felismerte benne Desmondot.
|  | Itt a vége a cselekmény részletezésének! |